# Józef Żywiec
Józef Żywiec (ur. 21 stycznia 1953 w Cycowie, zm. 18 lipca 2003 w Górze Puławskiej) – polski polityk, działacz związkowy, rolnik, przedsiębiorca, samorządowiec, poseł na Sejm IV kadencji.

## Życiorys
Miał wykształcenie podstawowe. Prowadził hodowlane gospodarstwo rolne o powierzchni 60 ha w miejscowości Podgłębokie, a także lokalną sieć sklepów oraz masarnię. Następnie był rencistą. Zasiadał też w Radzie Społecznej przy Kasie Rolniczego Ubezpieczenia Społecznego. Od 1990 do 1994 przewodniczył radzie gminy Cyców.
Należał do Niezależnego Samorządnego Związku Zawodowego „Solidarność”. W 1991 był współzałożycielem Związku Zawodowego Rolnictwa „Samoobrona” oraz partii Przymierze Samoobrona (następnie pn. Samoobrona Rzeczpospolitej Polskiej). Do śmierci przewodniczył zarządowi województwa lubelskiego obydwu organizacji. Pełnił także funkcję wiceprzewodniczącego związku zawodowego.
W wyborach parlamentarnych w 2001 z listy tego ugrupowania, otrzymując 16 733 głosy, został wybrany na posła w okręgu lubelskim. Zasiadał w Komisji Rolnictwa i Rozwoju Wsi oraz w Komisji Samorządu Terytorialnego i Polityki Regionalnej.
18 lipca 2003 zginął w wypadku samochodowym, prowadząc swojego Volkswagena Passata w stanie nietrzeźwości. Ustalenia prokuratora w tym zakresie kwestionowała jego żona.
Pochowany na cmentarzu w Cycowie.

## Życie prywatne
Był żonaty z Danutą, również działaczką Samoobrony RP. Miał czworo dzieci.